# Aeródromo de Rozas

i7
i11
i13
Aeródromo de Rozas ist ein Flugplatz im Gemeindegebiet von Castro de Rey in der Provinz Lugo in Galicien.
Der Flugplatz liegt rund 14 Kilometer nordöstlich von der Stadt Lugo.

## Geschichte
Der Flugplatz wurde Ende der 1930er Jahre von der deutschen Luftwaffe im Zweiten Weltkrieg mit drei Hangars von beträchtlicher Größe und Kasernen mit Nebengebäuden geplant und errichtet. Die deutsche Luftwaffe flog regelmäßige Transportflüge mit Junkers Ju-52 um Personal und Material von Deutschland nach Rozas zu bringen. Die Gesamtfläche des Flugplatzgeländes beträgt rund 300 Hektar. Auf dem Gelände wurde auch ein Sonne-Funkfeuer installiert.
Am 4. Juni 1943 wurde der Platz eröffnet. Das Oberkommando der Luftwaffe beabsichtige auf diesem Gelände die Erprobung und Weiterentwicklung des funktechnischen Gerätes Erika (Funkfeuer) und das X-Verfahren auf dem Aeródromo de Rozas zu betreiben. Die Deutsche Forschungsanstalt für Luftfahrt sollte dort auch die Testflüge für das neue Nachtflugsystem X durchführen.
Der Diktator Franco stellte unerfüllbare Forderungen nach Lieferungen von militärischen und zivilen Gütern an Hitler, der jedoch seinerseits nicht mehr bereit war die Forderungen zu erfüllen, somit übernahm das spanische Militär im Juni 1944 den Flugplatz und es wurden dort Einheiten der spanischen Luftstreitkräfte untergebracht.

## Zivile Nutzung
1949 wurde der Flugplatz Zentralflughafen von Galicien und es wurden Linienflüge betrieben bis zur Fertigstellung des Aeropuerto de Santiago de Compostela im Jahre 1952.
Im Jahre 1953 beschloss die spanische Luftwaffe Ejército del Aire die Schließung des Flugplatzes und es begannen die Demontagen der Anlagen. Der erste Hangar wurde 1958 demontiert und nach Palma de Mallorca an die dortige Militärbasis verbracht und ein weiterer Hangar wurde 1959 auf dem Fliegerhorst von Cuatro Vientos (Madrid) wieder installiert. Der dritte und letzte wurde jedoch durch die Bemühungen des damaligen Bürgermeisters Ramiro Rueda Fernández dem neu gegründeten Royal Aero Club von Lugo zur Nutzung übertragen. Der private Betreiber des Flugplatzes ist die Aeronáuticas Lucenses S.L.
Das gesamte großflächige Gelände ist nach wie vor im Eigentum des Ministerio de Defensa de España und wird von der Ejército del Aire verwaltet.

## Zukunft
Im Januar 2014 wurde durch Presseberichte bekannt, dass das spanische Ministerium für Verteidigung mit dem Management der damaligen Cassidian Air Systems, heute Teil von Airbus Defence and Space, Verhandlungen führt, um den Rozas Flugplatz zur Basis für unbemannte Flugzeuge für militärische Zwecke umzubauen. Die Partei Alternativa Galega de Esquerda (AGE) hat eine entsprechende Anfrage im spanischen Parlament eingebracht. Die staatliche Agentur für Flugsicherheit Agencia Estatal de Seguridad Aérea, hat dem Ministerium kürzlich ein Gutachten vorgelegt und dem Vorhaben als Referenzzentrum für Technologieforschung unbemannter Luftfahrzeug zugestimmt.